# Kepler-138
Désignations
Kepler-138, également connu sous le nom de KOI-314, est une naine rouge, située dans la constellation de la Lyre, à 219 années-lumière de la Terre. Elle se trouve dans le champ de vision de la sonde spatiale Kepler, le satellite utilisé par la mission Kepler de la NASA pour détecter les planètes qui transitent devant leurs étoiles.
L'étoile abrite trois planètes confirmées et une quatrième probable, dont Kepler-138 b, l'exoplanète de masse la plus faible dont la masse et la taille ont été mesurées à ce jour, avec une masse comparable à celle de Mars. Kepler-138 d est remarquable par sa faible densité ; on pensait initialement qu'il s'agissait d'une naine gazeuse. Des observations plus récentes, à partir de 2022, montrent que cette planète, ainsi que la planète c, sont probablement des planète-océan,.

## Nomenclature et histoire

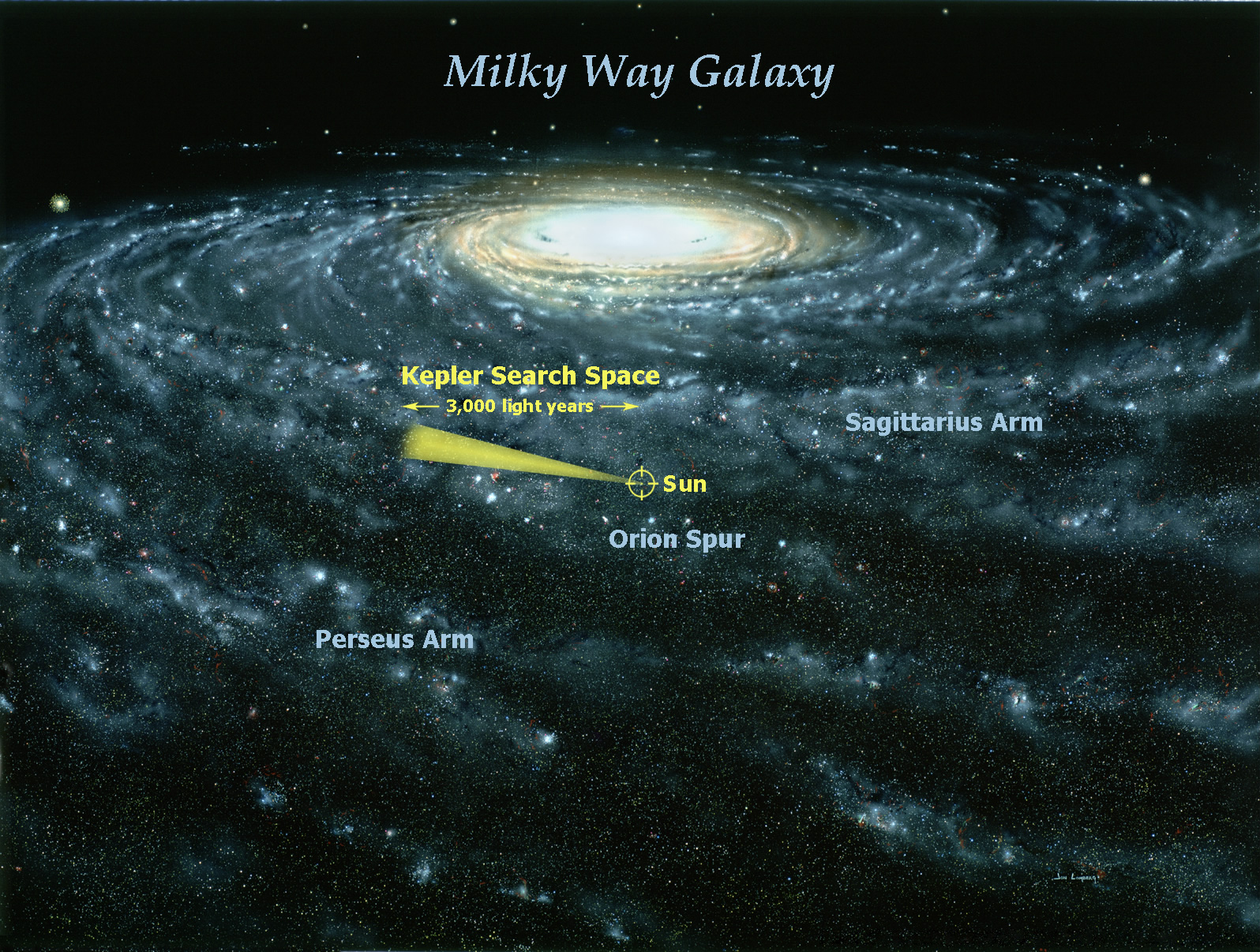
Le volume de recherche du télescope spatial Kepler, dans la galaxie de la Voie lactée.

Avant l'observation par Kepler, KOI-314 était déjà connue sous le numéro de catalogue 2MASS J19213157+4317347 dans le Two-Micron All-Sky Survey. Dans le Kepler Input Catalog, elle porte la désignation KIC 7603200, et lorsqu'on a découvert qu'elle présentait des candidats planètes en transit, on lui a attribué le numéro d'objet d'intérêt de Kepler, KOI-314.
Des candidats planétaires ont été détectés autour de l'étoile par la mission Kepler de la NASA, une mission chargée de découvrir des planètes en transit autour de leur étoile. La méthode du transit utilisée par Kepler consiste à détecter les baisses de luminosité des étoiles. Ces baisses de luminosité peuvent être interprétées comme des planètes dont l'orbite passe devant leur étoile du point de vue de la Terre, bien que d'autres phénomènes puissent également être responsables, d'où l'utilisation du terme de candidat planétaire. En chronométrant ces creux, des interactions gravitationnelles ont été détectées entre deux des candidats, permettant de mesurer leur masse et de confirmer qu'il s'agit bien de planètes, étant donné que leur masse était nettement inférieure aux limites de combustion du deutérium.
Après l'acceptation de l'article de découverte, l'équipe Kepler a donné au système le nom de « Kepler-138 ». Toutefois, les planètes ont été découvertes par des scientifiques extérieurs à l'équipe Kepler, qui ont désigné l'étoile comme KOI-314, la désignation Kepler n'ayant pas encore été attribuée,.
Les planètes candidates associées aux étoiles étudiées par la mission Kepler sont désignées par les termes « .01 »,« .02 », « .03 », etc. après le nom de l'étoile, dans l'ordre de leur découverte. Si les candidats planètes sont détectés simultanément, alors l'ordre suit l'ordre des périodes orbitales, de la plus courte à la plus longue. En suivant ces règles, les deux premières planètes candidates ont été détectées simultanément ont les noms de KOI-314.01 et KOI-314.02, avec des périodes orbitales respectives de 13,8 et 23,1 jours. Plus d'un an plus tard, une planète candidate beaucoup plus petite a été détectée et on lui a attribué le nom de KOI-314.03, bien qu'elle soit la planète à la période orbitale la plus courte (10,3 jours) trouvée dans le système.
Les planètes confirmées sont conventionnellement désignées par les lettres b, c, d, etc. après le nom de l'étoile. Les étiquettes sont attribuées par ordre alphabétique dans l'ordre de découverte en commençant par b. Puisque KOI-314.01 et KOI-314.02 ont été confirmés comme planètes simultanément, les noms alphabétiques ont été assignés dans l'ordre de la période orbitale par les découvreurs, et sont donc devenus KOI-314 b et KOI-314 c respectivement. Comme aucune interaction gravitationnelle n'a été détectée pour KOI-314.03, ce candidat planétaire est resté non confirmé au 6 janvier 2014 et a donc gardé le même nom.
Dans les semaines qui ont suivi, le 28 février 2014, un nouvel article a validé KOI-314.03 comme étant une vraie planète avec une probabilité de faux positif de moins de 1 %. Le nouveau document utilise différents noms pour les planètes, allant de KOI-314 b à Kepler-138 c, KOI-314 c à Kepler-138 d et KOI-314.03 à Kepler-138 b. Ces désignations ont été utilisées par des études ultérieures et par des bases de données telles que le NASA Exoplanet Archive. Cette situation est similaire à celle de certains autres systèmes planétaires tels que Mu Arae, où différentes désignations ont été utilisées pour les mêmes planètes dans la littérature.

## Caractéristiques stellaires
Kepler-138 est une naine rouge dont la masse et le rayon représentent environ 54 % de ceux du Soleil. Elle a une température de surface de 3 726+44
 −40 K. En comparaison, le Soleil a une température de surface de 5 778 K. La magnitude apparente de Kepler-138 (sa luminosité du point de vue de la Terre) est de 13,04, trop faible pour être vu à l'œil nu.

## Système planétaire
Les trois planètes intérieures connues de Kepler-138 transitent par l'étoile ; cela signifie que les orbites des trois planètes semblent se croiser devant leur étoile, vues du point de vue de la Terre. Leurs inclinaisons par rapport à la ligne de visée de la Terre, ou la distance au-dessus ou au-dessous du plan de visée, varient de moins d'un degré. Cela permet de mesurer directement les périodes orbitales des planètes et leurs diamètres relatifs (par rapport à l'étoile hôte) en surveillant le transit de l'étoile par chaque planète,. Il existe également une quatrième planète non transitoire, Kepler-138 e, détectée grâce aux variations du temps de transit,.
Bien que la planète la plus interne ait une taille similaire à celle de Mars, Kepler-138 c et d ont toutes deux un rayon d'environ 1,5 rayon terrestre (révisé par rapport aux estimations précédentes de 1,2 rayon terrestre),. Bien que Kepler-138 c et d aient des rayons similaires, on pensait initialement que leurs masses et leurs densités étaient très différentes. On pensait que la planète intérieure correspondait à une super-Terre rocheuse, tandis que la faible densité de la planète extérieure impliquait une proportion importante de glace ou une enveloppe gazeuse importante, ressemblant à une géante gazeuse miniaturisée (une naine gazeuse). Les différences frappantes entre ces deux planètes ont été supposées être dues à la photoévaporation. Cependant, des observations plus récentes, publiées en 2022, ont révélé des densités tout aussi faibles pour les planètes c et d, ce qui suggère qu'il s'agit probablement de planètes océaniques,. La masse de la candidate Kepler-138 e serait intermédiaire entre celle de Mars et de Vénus. Bien que le rayon de la planète e n'ait pu être estimé, elle est probablement plus petite que c et d et plus grande que b, ce qui est cohérent avec une composition semblable à celle de la Terre.
Les trois planètes intérieures sont trop proches de leur étoile pour être considérées comme faisant partie de la zone habitable, tandis que la probable planète Kepler-138 e orbite près du bord interne de la zone habitable.
| Planétes | Masse           | Axe semi-majeur (UA) | Période de révolution        | Excentricité       | Inclinaison  | Rayon       |
| -------- | --------------- | -------------------- | ---------------------------- | ------------------ | ------------ | ----------- |
| b        | 0,07 ± 0,02     | 0,075 3 ± 0,000 6    | 10,313 4 ± 0,000 3           | 0,020 ± 0,009      | 88,67 ± 0,08 | 0,64 ± 0,02 |
| c        | 2,3+0,6 −0,5    | 0,091 3 ± 0,000 7    | 13,781 50+0,000 07 −0,000 09 | 0,017+0,008 −0,007 | 89,02 ± 0,07 | 1,51 ± 0,04 |
| d        | 2,1+0,6 −0,7    | 0,128 8 ± 0,001 0    | 23,092 3 ± 0,000 6           | 0,010 ± 0,005      | 89,04 ± 0,04 | 1,51 ± 0,04 |
| e        | 0,43+0,21 −0,10 | 0,180 3 ± 0,001 4    | 38,230 ± 0,006               | 0,112+0,018 −0,024 | 88,53 ± 1,0  |             |